# 津金
津金（つかね）は、愛知県名古屋市港区の地名。現行行政地名は津金一丁目および津金二丁目。住居表示実施地域。

## 地理
名古屋市港区北東部に位置する。東は辰巳町、西は金船町、南は港明二丁目・金川町、北は東海通に接する。

## 歴史
1800年に開発された熱田前新田の一部に該当する。

### 町名の由来
熱田前新田の開発者である津金文左衛門の名による。

### 行政区画の変遷
- 1944年（昭和19年）1月10日 - 港区熱田前新田の一部より同区津金町が成立[1]。
- 1947年（昭和22年）5月10日 - 港区熱田前新田（字中ノ組）の一部が津金町1丁目および2丁目に、熱田前新田（字中ノ組・西ノ組）の一部が津金町3丁目に、熱田前新田（字西ノ組）の一部が津金町4丁目にそれぞれ編入される[4][1]。耕地整理施行による。
- 1974年（昭和49年）12月9日 - 港区津金町1丁目および2丁目・熱田新田東組（字根走）・辰巳町6丁目・熱田前新田（字中ノ組）・東海通3丁目および4丁目の各一部より同区津金一丁目が、津金町2丁目から4丁目・熱田新田東組（字根走）・熱田前新田（字中ノ組・西ノ組）・金川町1丁目・新川町4丁目・東海通5丁目の各一部より同区津金二丁目がそれぞれ成立[5]。同時に津金町1丁目および2丁目の一部が港明二丁目に、津金町3丁目および4丁目の一部が金川町に編入される[5]。これに伴い津金町が消滅[1]。

## 世帯数と人口
2019年（平成31年）3月1日現在の世帯数と人口は以下の通りである。
| 丁目       | 世帯数  | 人口    |
| ---------- | ------- | ------- |
| 津金一丁目 | 504世帯 | 922人   |
| 津金二丁目 | 355世帯 | 692人   |
| 計         | 859世帯 | 1,614人 |

### 人口の変遷
国勢調査による人口の推移。
| 1995年（平成7年）  | 1,748人 |  |  |
| 2000年（平成12年） | 1,816人 |  |  |
| 2005年（平成17年） | 1,698人 |  |  |
| 2010年（平成22年） | 1,620人 |  |  |
| 2015年（平成27年） | 1,620人 |  |  |

### 世帯数の変遷
国勢調査による世帯数の推移。
| 1995年（平成7年）  | 686世帯 |  |  |
| 2000年（平成12年） | 751世帯 |  |  |
| 2005年（平成17年） | 764世帯 |  |  |
| 2010年（平成22年） | 736世帯 |  |  |
| 2015年（平成27年） | 800世帯 |  |  |

## 学区
市立小・中学校に通う場合、学校等は以下の通りとなる。また、公立高等学校に通う場合の学区は以下の通りとなる。
| 丁目       | 番・番地等 | 小学校               | 中学校               | 高等学校 |
| ---------- | ---------- | -------------------- | -------------------- | -------- |
| 津金一丁目 | 全域       | 名古屋市立中川小学校 | 名古屋市立港明中学校 | 尾張学区 |
| 津金二丁目 | 全域       | 名古屋市立中川小学校 | 名古屋市立港明中学校 | 尾張学区 |

## 交通
- 東臨港線（JR貨物）[2]

## 施設

### 津金一丁目
- 津金公園

2017年（平成29年）6月1日供用開始。
- 真宗大谷派誓成寺[2]
- 誓成保育園
- 平安会館みなと斎場
- 観音堂

### 津金二丁目
- 天理教本東海分教会[2]

## その他

### 日本郵便
- 郵便番号 : 455-0004[WEB 3]（集配局：名古屋港郵便局[WEB 14]）。

### WEB
1. ↑  “愛知県名古屋市港区の町丁・字一覧”.   人口統計ラボ. 2017年4月8日閲覧。
2. 1 2  “町・丁目(大字)別、年齢(10歳階級)別公簿人口(全市・区別)”.   名古屋市 (2019年3月20日). 2019年3月21日閲覧。
3. 1 2  “郵便番号”.  日本郵便. 2019年3月17日閲覧。
4. 1 2  “市外局番の一覧”.   総務省. 2019年1月6日閲覧。
5. 1 2  名古屋市役所市民経済局地域振興部住民課町名表示係 (2015年10月21日). “港区の町名一覧”.   名古屋市. 2020年11月15日閲覧。
6. 1 2  総務省統計局 (2014年3月28日). “平成7年国勢調査の調査結果(e-Stat) - 男女別人口及び世帯数 －町丁・字等” (CSV). 2021年7月20日閲覧。
7. 1 2  総務省統計局 (2014年5月30日). “平成12年国勢調査の調査結果(e-Stat) - 男女別人口及び世帯数 －町丁・字等” (CSV). 2021年7月20日閲覧。
8. 1 2  総務省統計局 (2014年6月27日). “平成17年国勢調査の調査結果(e-Stat) - 男女別人口及び世帯数 －町丁・字等” (CSV). 2021年7月21日閲覧。
9. 1 2  総務省統計局 (2012年1月20日). “平成22年国勢調査の調査結果(e-Stat) - 男女別人口及び世帯数 －町丁・字等” (CSV). 2021年7月21日閲覧。
10. 1 2  総務省統計局 (2017年1月27日). “平成27年国勢調査の調査結果(e-Stat) - 男女別人口及び世帯数 －町丁・字等” (CSV). 2021年7月21日閲覧。
11. ↑  “市立小・中学校の通学区域一覧”.   名古屋市 (2018年11月10日). 2019年1月14日閲覧。
12. ↑  “平成29年度以降の愛知県公立高等学校（全日制課程）入学者選抜における通学区域並びに群及びグループ分け案について”.   愛知県教育委員会 (2015年2月16日). 2019年1月14日閲覧。
13. ↑  “都市公園の名称、位置及び区域並びに供用開始の期日” (2019年5月1日). 2019年11月3日閲覧。
14. ↑  “郵便番号簿 2018年度版” (PDF).   日本郵便. 2019年4月14日閲覧。

### 書籍
1. 1 2 3 4 5 6  名古屋市計画局 1992, p. 835.
2. 1 2 3 4 5  「角川日本地名大辞典」編纂委員会 1989, p. 1533.
3. ↑  名古屋市計画局 1992, p. 530.
4. ↑  耕第388号『港区地内町名改称』　知事諮問案綴（名古屋市会事務局議事課,1946）
5. 1 2  名古屋市計画局土地調整部住居表示課 1996, p. 14.